# Analista de suporte
O analista de suporte é um profissional de tecnologia da informação (TI) especialista em tecnologias, constantemente atualizado com novidades mercadológicas de hardware e software. Cuida da manutenção da estrutura física de computadores e servidores, da estrutura de rede de área local de computadores e de sistemas operacionais.

## Atribuições
1. Projetar e prestar manutenção em redes de computadores;
2. Responsável pela segurança dos recursos da rede (dados e serviços):

1. Criação de políticas de segurança;
2. Prevenção contra invasões físicas e/ou lógicas;
3. Definição e manutenção do controle de acesso aos recursos;
4. Instalar, configurar e atualizar programas de antivírus e anti-spywares;
5. Criação e manutenção de rotinas de cópias de segurança (backup).

1. Instalar e manter os diversos sistemas operacionais;
2. Instalar e manter a comunicação digital (correio eletrônico, Web, FTP, VPN, etc.):

1. Definir controle de acesso de banda à web;
2. Definir políticas de controle de conteúdo;
3. Configurar as contas de correio eletrônico (e-mail);
4. Interligar as possíveis filiais por WAN através de VPN's ou outros recursos;
5. Prover sistemas de mídia digital (VoIP, videoconferência, etc.).

1. Instalar e manter sistemas de gestão (ERP);
2. Instalar e manter sistemas de banco de dados (SGBD);
3. Suporte aos usuários da empresa ou organização.

## Terceirização
O serviço do Analista de Suporte é, muitas das vezes, realizado por empresas terceirizadas ou prestadoras de serviços devido à redução de custos operacionais e à maior demanda de recursos humanos (não ficando dependente de um único funcionário).
Muitas empresas contratam serviços de suporte, também chamado de service desk, em que os técnicos de níveis iniciais (nível 1), geralmente em local remoto (às vezes até em outro país, são capazes de resolver problemas elementares. Quando se deparam com problemas mais complexos buscam apoio através de um suporte de segundo/terceiro nível, realizado por Analistas de Suporte Seniores.
Em contrapartida, este tipo de serviço sofre uma carência de especialização em uma determinada rotina da organização ou até mesmo de confiabilidade no prestador, já que não há vínculo empregatício e há uma alta rotatividade. Devemos considerar que muitos recursos da organização são confidenciais e não podem ser confiados às pessoas sem comprovado crédito.
Portanto, em uma organização, é extremamente recomendável que haja um Administrador de Redes — que na verdade é um Analista de Suporte Sênior — de extrema confiança, empregado pela organização, bem remunerado, que tenha como função supervisionar toda a equipe de suporte de TI, empregados ou contratados, e gerenciar a organização dos recursos (projetos, cotações, compras, etc.). Desta forma, haverá um ambiente misto onde os recursos da organização estarão seguros e haverá redução de custos na mão de obra menos especializada.